# رومان كونيتشني
رومان كونيتشني (بالسلوفاكية: Roman Konečný) هو لاعب كرة قدم سلوفاكي في مركز قلب الدفاع، ولد في 25 يوليو 1983 في هليتش في سلوفاكيا. شارك مع منتخب سلوفاكيا تحت 19 سنة لكرة القدم ومنتخب سلوفاكيا تحت 21 سنة لكرة القدم. أما مع النوادي، فقد لعب مع نادي بيترزالكا ونادي داك 1904 دونيسكا ستريدا ونادي سبارتاك ترنافا ونادي سلوفان براتيسلافا ونادي مول فيهيرفار.

## وصلات خارجية
- رومان كونيتشني على موقع الاتحاد الدولي (مؤرشف)  (الإنجليزية)
- رومان كونيتشني على موقع قاعدة بيانات كرة القدم.إي يو (الإنجليزية)
- رومان كونيتشني على موقع Soccerway.com (الإنجليزية)